# Cupania vernalis
Cupania vernalis är en kinesträdsväxtart som beskrevs av Jacques Cambessèdes. Cupania vernalis ingår i släktet Cupania och familjen kinesträdsväxter. Inga underarter finns listade i Catalogue of Life.